# Wolfgang Weiß (Theologe, 1955)
Wolfgang Weiß (* 3. Januar 1955) ist ein deutscher evangelischer Theologe.

## Leben
Er studierte Theologie in Saarbrücken und Mainz und war dann als wissenschaftlicher Mitarbeiter in Mainz tätig. Nach der Promotion 1985/1986 an der Johannes Gutenberg-Universität Mainz und Habilitation 1991 ebenda, lehrt er seit 1992 als Professor für Evangelische Theologie mit dem Schwerpunkt Neues Testament an der Universität Oldenburg.
Seine Forschungsschwerpunkte sind die neutestamentliche Exegese und Hermeneutik mit dem Fokus auf eine sozialgeschichtliche Vernetzung antiker Texte samt der Intertextualität neutestamentlicher Texte.

## Schriften (Auswahl)
- Eine neue Lehre in Vollmacht. Der Streit- und Schulgespräche des Markus-Evangeliums. Berlin 1989, ISBN 3-11-011789-4.
- „Zeichen und Wunder“. Eine Studie zu der Sprachtradition und ihrer Verwendung im Neuen Testament. Neukirchen-Vluyn 1995, ISBN 3-7887-1471-9.
- Exegese und Religionspädagogik. Otto Böcher zum 60. Geburtstag. Oldenburg 1995, ISBN 3-8142-1067-0.
- als Herausgeber: Der eine Gott und das gemeinschaftliche Mahl. Inklusion und Exklusion biblischer Vorstellungen von Mahl und Gemeinschaft im Kontext antiker Festkultur. Neukirchen-Vluyn 2012, ISBN 978-3-7887-2459-7.